# 富山県道365号流杉町袋線
富山県道365号流杉町袋線（とやまけんどう365ごう ながれすぎまちぶくろせん）は富山県富山市内を通る一般県道である。

## 概要

### 路線データ
- 起点：富山県富山市流杉字大場割乙（富山県道175号新庄大山線・富山県道178号流杉双代線交点）
- 終点：富山県富山市町袋字町袋（国道415号交点）
- 実延長：8,817m

## 沿革
- 1973年（昭和48年）3月31日 - 認定[1]
- 1986年（昭和61年）12月9日 - 国道8号滑川富山バイパス水橋上砂子坂 - 水橋金尾新の開通に伴い、旧国道8号の金泉寺 - 針原中町間が当県道に指定変更される[2]。

## 地理

### 通過する自治体
- 富山県富山市

### 接続する道路
- 富山県道175号新庄大山線・富山県道178号流杉双代線（起点：富山市流杉字大場割乙）
- 富山県道3号富山立山魚津線（大島一丁目交差点）
- 富山県道6号富山立山公園線（藤木（南）交差点）
- 富山県道4号富山上市線（向新庄交差点）
- 国道8号（滑川富山バイパス）（手屋交差点 - 金泉寺交差点で重複）
- 国道41号（金泉寺交差点）
- 国道415号（針原中町交差点 - 富山市町袋字町袋（終点）で重複）
- （終点：富山市町袋字町袋）

### 周辺
- 北陸自動車道 流杉スマートインターチェンジ
- 富山地方鉄道本線 越中荏原駅
- 国土交通省 富山運輸支局 富山庁舎
- 富山県運転教育センター（運転免許試験場）
- 富山県警察学校
- 富山県技術専門学院
- 富山県立富山視覚総合支援学校
- 富山第一高等学校
- 富山市立藤ノ木中学校
- 富山市立藤ノ木小学校
- 富山市立新庄北小学校
- 富山市立針原小学校
- 北陸銀行 藤の木支店
- 富山銀行 新庄支店
- 富山信用金庫 藤の木支店
- 富山金泉寺郵便局
- 富山開郵便局
- 富山金代郵便局
- 荏原駅前簡易郵便局
- 針原簡易郵便局
- 不二越
  - ナチ立山ベアリング
  - ナチツールジェネシス
- 中越パッケージ 富山工場
- ハウステック 製造本部 富山事業所
- バルチラジャパン 富山工場
- 森永北陸乳業 富山工場
- 萩浦工業 本社・鉄構・機械工場
- ヤマダデンキ 家電住まいる館YAMADA富山金泉寺店
- アルビス 新庄店
- 大阪屋ショップ
  - 荏原店
  - 藤木店
- 富山市民球場アルペンスタジアム
- 常願寺川